# Yvonne Johna
Yvonne Johna (* 1974) ist eine deutsche Schauspielerin.

## Leben
Yvonne Johna ist Absolventin der Hochschule für Schauspielkunst „Ernst Busch“ Berlin. Sie spielte an Theatern wie dem Nationaltheater Mannheim, dem Staatstheater Karlsruhe und dem Staatstheater Cottbus. Seit 2012 ist sie Ensemblemitglied bei der Shakespeare Company Berlin. Yvonne Johna arbeitet als Schauspielerin für Film und Fernsehen, als Sprecherin bei Hörspielproduktionen sowie als Theaterpädagogin.

## Filmografie
- 2001: Die Mutter meines Mannes
- 2001: Schluss mit lustig
- 2001–2008: Die Anstalt – zurück ins Leben (Fernsehserie)
- 2002: Das Duo – Im falschen Leben
- 2003: Obi (Kurzfilm)
- 2003: Großstadtrevier (Fernsehserie, 1 Folge)
- 2003: Italiener und andere Süßigkeiten
- 2004: SOKO Leipzig (Fernsehserie, 1 Folge)
- 2004: 4 gegen Z (Kinderserie)
- 2004: Die Rettungsflieger (Fernsehserie)
- 2005: Die Pathologin
- 2007: Notruf Hafenkante (Fernsehserie, Folge Kein Weg zurück)
- 2008: The Berlin Wall (Kurzfilm)
- 2008: Die Rebellin
- 2009: Über den Tod hinaus
- 2009: In aller Freundschaft – Folge 438: Unruhige Zeiten (Fernsehserie)
- 2011: Deckname Luna
- 2012: Notruf Hafenkante (Fernsehserie, Folge Das Testament)
- 2013: Alles Klara (Fernsehserie, Folge Das Opfer vom Regenstein)
- 2022: Polizeiruf 110: Hexen brennen  (Fernsehreihe)